# Santa María del Espíritu Santo
Santa María del Espíritu Santo o la Virgen de Lanús es el nombre de la aparición de la Virgen María cuya primera manifestación se produjo el 21 de julio de 1999 en la localidad de Lanús, Provincia de Buenos Aires, Argentina, aparición que está bajo estudio de la Santa Sede.

## Sitio oficial
Sitio Oficial
- Datos: Q6120616